# زلزاتة
زِلزاتة أو زيلزاته (تنطق بالهولندية: [ˈzɛlzaːtə]) هي بلدية تقع في بلجيكا مقاطعة فلاندر الشرقية.

## توأمة
لزيلزاته اتفاقيات توأمة مع كل من:
- ساير
- دلفزايل
- تشيزيناتيكو
- أوبيناس
- شفارتسينبك